# Тіглатпаласар I
Тіглатпаласар І або ж Тукульті-апал-Ешарра I (аккад. «Захисти спадкоємця, Ешарра») — цар Ассирії, син Ашшур-реш-іші, правив 39 років в 1114–1076 до н. е.. Останній могутній цар так званого середньоассирійського періоду.
Отримав владу у дуже вигідній для країни зовнішньополітичній ситуації — Вавилонія була зайнята навалою південноарамейських племен халдеїв, Хатті вже загинула, Єгипет перебував у занепаді, тож Ассирія залишилася єдиною великою державою усього регіону. Щоправда, цивілізованим країнам загрожували нові племена варварської околиці — мушки, західногрузинські племена, апешлайці (можливо, абхази), арамеї, халдеї та інші. Однак Тукульті-апал-Ешарра не лише відбивав варварські навали, але й швидко перейшов у наступ.

## Перший похід
На початку свого правління Тукульті-апал-Ешарра розбив п'ятьох царів мушків, які на чолі двадцятитисячного війська перетнули Тигр і вдерлися в область, що звалася Кадмухе. Шість тисяч мушків здалися в полон і були «зараховані до людей Ассирії», тобто, розселені на ассирійській території. Потім Тукульті-апал-Ешарра завоював кілька невеликих гірських хуритських держав біля витоків Тигру. Спершу виступив супроти самої Кадмухе, яка вчасно не сплатила данину, і завоював її. Жителі Кадмухе втекли до міста Шереш на протилежному боці Тигру, де й закріпилися. Ассирійське військо переправилося через річку і захопило та сплюндрувало це місто, розгромивши військо кадмухійців та їхніх союзників пабхійців. У полон потрапив цар Кадмухе Кілі-Тешуб, його син, онуки, дружини та рідня. Після того ассирійці продовжили наступ, вдершись до країни царя Шаді-Тешуба, сина Хаттухи, і без опору підійшли до столиці — укріпленого міста на горі, що звалося Урахішашу. Шаді-Тешуб вирішив не опиратись і добровільно підкорився Тукульті-апал-Ешаррі, сплативши данину та віддавши синів і родину в заручники. На завершення того походу ассирійський цар підкорив країну Ішдіш.

## Другий похід
На другий рік правління Тукульті-апал-Ешарра пішов ще далі, на північний схід в області Алзі й Пурулумзі, які хоч і звуться в аналах «субарійськими» (хуритськими), але насправді вже значною мірою були заселені східними мушками. В тому поході ассирійці зіткнулися з апешлайцями та урумійцями. У своїх написах цар називає їх «непокірними людьми країни Хатті». Їхнє військо налічувало чотири тисячі піших воїнів і 120 колісниць, але вони, злякавшись ассирійців, підкорилися царю й були «зараховані до людей Ассирії». Поки Тукульті-апал-Ешарра був у поході, проти нього повстало Кадмухе, тож йому довелося припинити наступ і повернутись, аби придушити виступ.

## Третій похід
На третій рік правління Тукульті-апал-Ешарра пішов у третій похід усе в тому ж напрямку. У битві на горі Азу він розбив військо країни Харіа та союзних їй пабхійців, захопив та сплюндрував 25 головних поселень країни Харіа, а сусідня країна Адауш здалася без бою. Потім у битві на горі Арума ассирійці розгромили війська країн Сірауш та Аммауш, а самі ті країни підкорили. Після них були підкорені та обкладені даниною Ісуа та Даріа.
Того ж року ассирійські війська просунулися до верхів'я Великого Забу та підкорили країни Муратташ і Сарадауш. Потім Тукульті-апал-Ешарра пішов війною на хабхійську країну Суґі. У битві на горі Хіріху ассирійці розбили шеститисячне військо, що складалося з вояків Суґі та загонів її союзників — країн Хіме, Лухи, Арірґі, Аламуни (Еламуні), Тумні та пабхійських племен. Країну Суґі було завойовано та розграбовано. Серед здобичі Тукульті-апал-Ешарра вивіз до Ассирії 25 ідолів місцевих богів.

## Четвертий похід
На четвертий рік свого правління Тукульті-апал-Ешарра здійснив похід з метою захоплення важливого торгівельного шляху вздовж Верхнього Євфрату та Чороху, поблизу з яким були розташовані найважливіші того часу копальні міді, срібла та свинцю в регіоні. Тукульті-апал-Ешарра I розбив війська 23 дрібних царів, чиї володіння переважно не вдається локалізувати. Найпівнічнішою з них була Даяені, поряд із сучасним Ерзурумом у верхів'ях Кара-Су, а найближчою до Ассирії була країна Тумме. Серед трофеїв битви ассирійці захопили 120 колісниць. Потім Тукульті-апал-Ешарра переміг «60 царів країн Наїрі» та, переслідуючи їхніх союзників, просунувся далеко на північ, в землі, куди ассирійці не ходили походами ані до нього, ані після. Можливо в тому поході Тукульті-апал-Ешарра вийшов аж до Чорного моря, ймовірно, в районі Батумі, принаймні його написи збереглися на скелі на північ від озера Ван. «Царі» країн Наїрі, що потрапили в полон були змушені присягнути Тукульті-апал-Ешаррі на вірність, після чого їх відпустили, але їхніх синів ассирійський цар забрав заручниками до Ассирії. Лише Сені, царя Даяені, який «не схилився перед Ашшуром», полоненого відвезли в Ассирію, але пізніше також відпустили. Повертаючись із походу Тукульті-апал-Ешарра зібрав данину свинцевою рудою з міста Меліда й узяв звідти заручників.

## П'ятий похід
П'ятий похід Тукульті-апал-Ешарра здійснив на захід, в традиційному для ассирійських царів напрямку до Середземного моря. На п'ятий рік правління царя ассирійське військо переправилося через Євфрат біля Каркемишу і вдерлося до Сирії, де підкорило області Нухашше, Ніі, Катну. Після чого ассирійці пройшли через Ліван, де цар наказав рубати кедри для перебудови ашшурського храму Ану та Адада. Потім Тукульті-апал-Ешарра вдерся до Фінікії, де захопив, чи змусив підкоритися Бібл, Сідон, Арвад. В одному з надписів цар повідомляє, що плавав на фінікійському кораблі по Середземному морю і полював на дельфінів. Цей похід справив дуже сильне враження на сусідів — навіть Єгипет після нього прислав Тукульті-апал-Ешаррі багаті подарунки серед яких був крокодил і бегемот. По дорозі назад ассирійці розбили царя «Великої Хатті» Іні-Тешуба. Незважаючи на титул, це був правитель невеликого князівства з центром, ймовірно у Каркемиші, який вважав себе спадкоємцем могутніх хетських владик. Тукульті-апал-Ешарра наклав на Іні-Тешуба данину кедровою деревиною. В кінці походу ассирійці піднялися долиною верхнього Євфрату до Сухму , підкоривши ці землі.

## Шостий похід
На шостий рік правління Тукульті-апал-Ешарра повів своє військо в долину Великого Забу (Еламунії). Ассирійці підкорили країну Муцру. На допомогу Муцру прийшли жителі міста Кумме, але Тукульті-апал-Ешарра розбив їх і загнав до міста Арінні, біля підніжжя гори Аіса, яке невдовзі здалося. Потім ассирійці розбили двадцятитисячне військо куманійців у битві на горі Тала, з них дві тисячі потрапили в полон, а інші розбіглися. Ассирійці переслідували їх до кордонів Муцру біля гори Харуса. Потім Тукульті-апал-Ешарра захопив і спалив, оточене трьома мурами з випаленої цегли, місто Ханусу. Потім ассирійці обложили столицю Муцру Кіпшуну. Куманійський цар злякався і підкорився завойовнику. Тукульті-апал-Ешарра наказав знести стіни міста, обклав куманійців більшою за попередню даниною, а триста куманійських вояків з родинами переселив до Ассирії.
Таблички з описом перших п'яти років правління Тукульті-апал-Ешарри було вкладено під кути відбудованого наново храму Ану й Адада, тож ми маємо докладні відомості про початок правління цього царя. За його написом біля витоків Тигру він встиг підкорити 42 країни від моря Мурру до моря Наїрі. Пізніше Тукульті-апал-Ешарра ходив походами і на північ від озера Ван, де залишив напис неподалік від сучасного Малазгерда, де заявляв, що підкорив країни Ніїрі від Харбі і до Чорного моря. Але насправді, про завоювання не йшлося — наприклад ассирійці навіть не пробували закріпитися на землях на захід від Євфрату.
Царю доводилося вже самому відбивати напади ворога — навалу кочівників-арамеїв. Тукульті-апал-Ешарра здійснив не менше 28 походів проти арамеїв, напади яких у ті часи загрожували всім державам Передньої Азії. Бої велися від Рапікума до Каркемиша. Тукульті-апал-Ешарра неодноразово бив арамеїв у степу та переходив на західний берег Євфрату й на час свого царювання захистив від них державу. Однак, попри всі ті перемоги, окремі роди та племена арамеїв проникали до верхнього Межиріччя та поступово займали його пасовища, перерізаючи дороги між Ніневією, Кальху, Ашшуром та іншими великими містами. Після смерті Тукульті-апал-Ешарр арамеї продовжили набіги на Ассирію, що стало причиною її швидкого занепаду.
Наприкінці першого десятиліття ХІ століття до нашої ери Тукульті-апал-Ешарра воював з вавилонським царем Мардук-надін-аххе і здійснив два походи. Метою першого походу було утвердження за Ассирією спірних земель за Тигром між Малим Забом та Діялою. Під час другого Тукульті-апал-Ешарра захопив Дур-Курігальзу, Сіппар і Вавилон, де спалив царський палац. Однак втримати завойоване не зміг, і вже 1089 року до нашої ери вавилоняни вигнали ассирійців зі своєї країни. На десятому році правління Мардук-надін-аххе вавилоняни самі пішли на північ перемістивши кордон аж до Екаллатума, міста на кордоні власне корінної Ассирії. В тому місті вавилоняни захопили ідоли богів, серед яких був і бовван Адада. Повернути статуї зміг лише через чотириста років Сінаххеріб.